# Максимово (Курганская область)
Макси́мово — деревня в Далматовском районе Курганской области. Входит в состав Нижнеярского сельсовета.

## Географическое положение
Максимово расположено у берегов реки Исети, ниже Далматова по течению. В 4 километрах к северу и северо-западу от села проходят железнодорожная ветка Екатеринбург — Курган и автодорога Р354 Екатеринбург — Курган. От неё ведёт подъездная дорога к селу Нижний Яр, расположенному выше по течению Исети. От Нижнего Яра до Масксимова ведёт дорога.

## История
До 1917 года входила в состав Замараевской волости Шадринского уезда Пермской губернии. По данным на 1926 год состояла из 152 хозяйств. В административном отношении являлась центром Максимовского сельсовета Далматовского района Шадринского округа Уральской области. 

## Население
| 1989 | 2002 | 2010 |
| ---- | ---- | ---- |
| 161  | ↘130 | ↘66  |

По данным переписи 1926 года в деревне проживало 724 человека (345 мужчин и 379 женщин), все русские.